# Walerij Stolarow
Walerij Wiktorowicz Stolarow (ros. Валерий Викторович Столяров, ur. 18 stycznia 1971 w miejscowości Gruzino) – rosyjski narciarz, specjalista kombinacji norweskiej, reprezentant ZSRR i Rosji, brązowy medalista olimpijski oraz brązowy medalista mistrzostw świata i mistrzostw świata juniorów.

## Kariera
Po raz pierwszy na arenie międzynarodowej Walerij Stolarow pojawił się w marcu 1991 roku podczas mistrzostw świata juniorów w Reit im Winkl, gdzie wspólnie z kolegami wywalczył brązowy medal w zawodach drużynowych. Już 14 grudnia 1991 roku zadebiutował w Pucharze Świata, zajmując w Štrbskim Plesie 53. miejsce w zawodach metodą Gundersena. W sezonie 1991/1992 wystartował jeszcze cztery razy, ale także nie zdobył punktów i nie został uwzględniony w klasyfikacji generalnej. W lutym 1992 roku brał udział w igrzyskach olimpijskich w Albertville, gdzie wraz z kolegami z reprezentacji był jedenasty w sztafecie, a indywidualnie zajął 33. miejsce. W kolejnym sezonie wystąpił tylko raz - 8 stycznia 1993 roku w niemieckim Schonach zajął 43. miejsce w Gundersenie.
Pierwsze pucharowe punkty Stolarow wywalczył 4 grudnia 1993 roku w Saalfelden am Steinernen Meer zajmując 38. miejsce w Gundersenie (od sezonu 1993/1994 do sezonu 2001/2002 obowiązywała inna punktacja Pucharu Świata). W sezonie 1993/1994 wystartował jeszcze sześciokrotnie, za każdym razem punktując. Najlepszy wynik osiągnął 22 stycznia 1994 roku w Trondheim, gdzie był osiemnasty w Gundersenie. W klasyfikacji generalnej zajął ostatecznie 35. miejsce. W tym samym roku brał udział w igrzyskach olimpijskich w Lillehammer, gdzie indywidualnie zajął 43. pozycję, a w sztafecie był dwunasty. W sezonie 1994/1995 wystąpił tylko raz, 10 grudnia 1994 roku w Štrbskim Plesie zajął 40. miejsce. Z dorobkiem 5 punktów zajął 63. miejsce w klasyfikacji generalnej. Nie wystąpił na mistrzostwach świata w Thunder Bay.
Od sezonu 1994/1995 Rosjanin startował także w zawodach Pucharu Świata B (obecnie Puchar Kontynentalny), w których odnosił większe sukcesy. W sezonie 1995/1996 po raz pierwszy stanął na podium zawodów tego cyklu, zajmując 10 lutego 1996 roku w Schonach drugie miejsce w Gundersenie. W klasyfikacji generalnej był dziewiętnasty. Nie wystartował w tym czasie w żadnych zawodach Pucharu Świata. Do rywalizacji na najwyższym szczeblu wrócił w sezonie 1996/1997, który zakończył na dziewiątej pozycji. Czterokrotnie plasował się w czołowej dziesiątce, jednak na podium nie stanął. Najlepsze wyniki osiągnął 5 stycznia w Schonach i 14 stycznia w Predazzo, gdzie był szósty. Na mistrzostwach świata w Trondheim w marcu 1997 roku był dziesiąty w sztafecie, a indywidualnie zajął 28. miejsce. W sezonie 1996/1997 Pucharu Świata B był siedemnasty. Trzykrotnie stawał na podium, przy czym 6 grudnia 1996 roku w Rovaniemi zwyciężył.
Największy indywidualny sukces w swojej karierze Stolarow odniósł podczas igrzysk olimpijskich w Nagano w 1998 roku. Po konkursie skoków zajmował drugie miejsce, tracąc do prowadzącego Bjarte Engena Vika z Norwegii 36 sekund. Na trasie biegu wyprzedzić go zdołał tylko Fin Samppa Lajunen i Rosjanin zdobył brązowy medal. Na mecie Fin był lepszy od Walerija o zaledwie 0,7 sekundy. Do dziś jest to jedyny medal olimpijski w kombinacji norweskiej wywalczony przez reprezentanta Rosji. W sztafecie wraz z kolegami uplasował się na ósmej pozycji po skokach, tracąc jeszcze jedno miejsce w biegu. W klasyfikacji generalnej sezonu 1997/1998 Pucharu Świata zajął 45. miejsce, ani razu nie zajmując miejsca w czołowej dziesiątce.
Ostatni sukces osiągnął podczas mistrzostw świata w Ramsau w 1999 roku, gdzie wspólnie z Nikołajem Parfionowem, Aleksiejem Fadiejewem i Dmitrijem Sinicynem wywalczył brązowy medal w sztafecie. W startach indywidualnych był siedemnasty w Gundersenie oraz trzydziesty w sprincie. W rywalizacji pucharowej w sezonie 1998/1999 zajął 49. pozycję. W konkursach nie plasował się wyżej niż w trzeciej dziesiątce. W Pucharze Świata Stolraw startował także w sezonie 1999/2000, ale osiągnął wyniki jeszcze słabsze niż w poprzednim sezonie. Od tej pory startował tylko w Pucharze Świata B, gdzie jeszcze raz stanął na podium 11 grudnia 1999 roku w fińskim Taivalkoski zajmując trzecie miejsce w sprincie. Ostatnią dużą imprezą w jego karierze były mistrzostwa świata w Lahti w 2001 roku, gdzie indywidualnie zajmował miejsca w czwartej dziesiątce, a w sztafecie był szósty. W 2002 roku zakończył karierę.

## Osiągnięcia

### Igrzyska Olimpijskie
| Miejsce | Dzień     | Rok  | Miejscowość | Konkurencja             | Wynik zwycięzcy | Strata   | Zwycięzca           |
| ------- | --------- | ---- | ----------- | ----------------------- | --------------- | -------- | ------------------- |
| 33.     | 12 lutego | 1992 | Albertville | Gundersen K-90/15 km    | 44:28,1         | +7:22,1  | Fabrice Guy         |
| 11.     | 24 lutego | 1992 | Albertville | Sztafeta K-90/3 × 10 km | 1:23:36,6       | +14:20,7 | Japonia             |
| 43.     | 19 lutego | 1994 | Lillehammer | Gundersen K-90/15 km    | 39:07,9         | +10:46,3 | Fred Børre Lundberg |
| 12.     | 24 lutego | 1994 | Lillehammer | Sztafeta K-90/3 × 10 km | 1:22:51,8       | +27:03,2 | Japonia             |
| 3.      | 14 lutego | 1998 | Nagano      | Gundersen K-90/15 km    | 41:21,1         | +28,2    | Bjarte Engen Vik    |
| 9.      | 20 lutego | 1998 | Nagano      | Sztafeta K-90/4 × 5 km  | 54:11,5         | +4:22,7  | Norwegia            |

### Mistrzostwa świata
| Miejsce | Dzień     | Rok  | Miejscowość | Konkurencja            | Wynik zwycięzcy | Strata  | Zwycięzca        |
| ------- | --------- | ---- | ----------- | ---------------------- | --------------- | ------- | ---------------- |
| 28.     | 22 lutego | 1997 | Trondheim   | Gundersen K-90/15 km   | 43:43,1         | +5:26,3 | Kenji Ogiwara    |
| 10.     | 23 lutego | 1997 | Trondheim   | Sztafeta K-90/4 × 5 km | 52:18,0         | +4:52,1 | Norwegia         |
| 17.     | 20 lutego | 1999 | Ramsau      | Gundersen K-90/15 km   | 37:04,8         | +4:29,0 | Bjarte Engen Vik |
| 3.      | 25 lutego | 1999 | Ramsau      | Sztafeta K-90/4 × 5 km | 49:34,2         | +1:53,2 | Finlandia        |
| 30.     | 27 lutego | 1999 | Ramsau      | Sprint K-90/7,5 km     | 17:48,4         | +2:28,3 | Bjarte Engen Vik |
| 34.     | 15 lutego | 2001 | Lahti       | Gundersen K-90/15 km   | 39:26,7         | ?       | Bjarte Engen Vik |
| 6.      | 20 lutego | 2001 | Lahti       | Sztafeta K-90/4 × 5 km | 48:54,1         | +2:52,0 | Norwegia         |
| 38.     | 24 lutego | 2001 | Lahti       | Sprint K-116/7,5 km    | 19:40,3         | ?       | Marko Baacke     |

### Mistrzostwa świata juniorów
| Miejsce | Dzień   | Rok  | Miejscowość   | Konkurencja             | Wynik zwycięzcy | Strata | Zwycięzca |
| ------- | ------- | ---- | ------------- | ----------------------- | --------------- | ------ | --------- |
| 3.      | 9 marca | 1991 | Reit im Winkl | Sztafeta K-90/3 × 10 km | ?               | -      | -         |

### Puchar Świata

#### Miejsca w klasyfikacji generalnej
- sezon 1993/1994: 35.
- sezon 1994/1995: 63.
- sezon 1996/1997: 9.
- sezon 1997/1998: 45.
- sezon 1998/1999: 49.
- sezon 1999/2000: 46.

#### Miejsca na podium chronologicznie
Stolarow nigdy nie stał na podium zawodów Pucharu Świata.

### Puchar Kontynentalny

#### Miejsca w klasyfikacji generalnej
- sezon 1994/1995: 71.
- sezon 1995/1996: 19.
- sezon 1998/1999: 17.
- sezon 2000/2001: 38.
- sezon 2001/2002: 38.

#### Miejsca na podium chronologicznie
| Nr | Data              | Miejscowość | Konkurencja         | Pozycja | Zwycięzca       |
| -- | ----------------- | ----------- | ------------------- | ------- | --------------- |
| 1. | 10 lutego 1996    | Schonach    | Gundersen K90/15 km | 2.      | Ago Markvardt   |
| 2. | 30 listopada 1996 | Bardu       | Gundersen K90/15 km | 2.      | Matthias Looß   |
| 3. | 14 grudnia 1996   | Vuokatti    | Gundersen K90/15 km | 2.      | Kari Manninen   |
| 4. | 18 grudnia 1996   | Rovaniemi   | Gundersen K90/15 km | 1.      | -               |
| 5. | 11 grudnia 1999   | Taivalkoski | Sprint K90/7.5 km   | 3.      | Kristian Hammer |

### Letnie Grand Prix w kombinacji norweskiej

#### Miejsca w klasyfikacji generalnej
- 2001: 56.

#### Miejsca na podium chronologicznie
Stolarow nigdy nie stał na podium zawodów LGP.